# Centro de Levantamientos Integrados de Recursos Naturales por Sensores Remotos
El Centro de Levantamientos Integrados de Recursos Naturales por Sensores Remotos (CLIRSEN) fue una base de toma de datos satelitales adscrita al Instituto Geográfico Militar (IGM) ubicada en los límites de las provincias de Pichincha y Cotopaxi, en Ecuador.

## Historia
Ubicada a 34 km al norte de Latacunga y a 44 km al sur de Quito (0°37'21.2"S 78°34'47.8"W), en las faldas del Volcán Cotopaxi, se encuentra la Estación Cotopaxi, la cual recepta datos de la superficie terrestre desde agosto de 1957, cuando el Gobierno de los Estados Unidos, mediante la Administración Nacional de la Aeronáutica y el Espacio (NASA), instaló la Estación de Rastreo de Satélites. A partir del 30 de julio de 1982, por mandato del Gobierno Ecuatoriano, CLIRSEN se encarga del mantenimiento de dichas instalaciones y equipos dejados por la NASA, al concluir su misión de 1981.
Actualmente, la Estación Cotopaxi obtiene información satelital de la superficie terrestre en un radio de 2.500 km., cubriendo 25 países del Centro, Sud América y el Caribe; desde la península de Yucatán en México hasta Antofagasta en Chile.
El Decreto ejecutivo 1246 de 19 de julio de 2012 disolvía el CLIRSEN sustituyéndolo por el Instituto Espacial Ecuatoriano.

## Servicios
Su trabajo va relacionado en la generación de geoinformación, datos que constituyen una línea fundamental que sirve para estudios con temas relacionados al manejo de cuencas hidrográficas, planificación y ordenamiento territorial, gestión de recursos naturales, monitoreo ambiental, degradación de los recursos naturales, entre otros.
Áreas de trabajo
- Estudios sobre recursos naturales y ambiente
- Aplicaciones de los Sistemas de Información Geográfica (SIG) para recursos naturales y ambiente
- Generación de imágenes aerotransportadas
- Adquisición y distribución de imágenes satelitales
- Transferencia tecnológica
- Asesoramiento técnico
- Generación de ortoimágenes

Campos de aplicación
- Inventario y monitoreo de recursos naturales
- Planificación territorial
- Catastro rural

Apoyo a sectores productivos
- Agrícola
- Forestal
- Acuicultura
- Minero
- Energético, entre otros.